# リバティ・エックス
リバティ・エックス (Liberty X) はイギリスの5人組のポップ・グループ。2001年、イギリスのタレント発掘番組、"PopStars"で選ばれた5人で結成された。

## 来歴

### PopStars
タレント発掘番組、"PopStars"で5人が優勝し、その5人がヒア・セイ (2001-2002) というグループを形成する間、決勝まで進んだほかの5人は"Liberty"（自由）というグループをつくる。この名前の由来は「レコード会社からの強制がない自由を楽しむ」ということである。というのも、勝者のヒア・セイにまったくと言っていいほど自由がなかったからである。そのヒア・セイは成功せず、Libertyも同様な形になると予想された。しかしその予想とは裏腹にLibertyはイギリスの有名なレコード会社、V2レコードと契約する。
Libertyを結成後、すぐに彼らは訴えられる。過去に同じ名前のバンドが存在しており、イギリスの司法裁判でグループ名を変えるように判決を受けた。するとメンバーはイギリスのタブロイド紙、ザ・サンの購読者に新しいネーミングを募集する。その応募の中から選ばれたのは"Liberty X"ではなく、実は"X Liberty"だった。メンバーのミシェルがXの位置を入れ替え、グループ名はLiberty Xになる。

### Thinking It Over
デビュー・シングルと2ndシングル、"Thinking It Over"と"Doin' It"で彼らは"Liberty"として名声をもたらす。"Thinking It Over"はUKチャートで最高4位をマーク。"Doin' It"は14位に終わったがもし2週間はやくリリースされていたらチャート1位を獲得していただろうと言われた。この2ndシングルから次のシングルのリリースまでには5ヶ月の空白があった。というのも、先に述べたとおり、グループの名前に問題があったからである。アルバム、"Thinking It Over"は2002年5月にリリースされ、アルバム・チャート3位をマークした。

### Being Somebody
5ヶ月の空白の後、彼らはシングル、"Being Nobody"をリリース。UKチャート最高3位をマーク。そのまま2ndアルバム、"Being Somebody"をリリースされると、またもやトップ10シングル、"Jumpin'"をリリース。このアルバムからの最後のシングルとしてバラード調の曲、"Everybody Cries"を2004年1月にリリースしたが、これはあまりヒットせず、UKチャート最高13位に終わった。
その後、グループはレコード会社の都合により活動休止を余儀なくされ、メンバーはそれぞれ個人の活動を始める。ケヴィンはイギリスのチャンネル4のテレビ番組、"The Game"に出演。ミシェルはITVの"Celebrity Wrestling"に、ジェシカはBBCの"Come Ice Skating"に出演した。トニーとケリはグループの3rdアルバム制作にとりかかった。同時に、いろんな歌手に楽曲を提供した。例に、トニーはD-Sideのシングル曲、"Fix You"でフィーチャリングしている。

### X
2005年中頃に、Liberty XはV2レコードと解約し、個人のレコード会社、"Unique Corp"と契約を結んだことを発表。そして3枚目のアルバム、"X"は2005年10月にリリースされると発表された。それまでリリースしてきた楽曲の所有権はV2レコードにあるため、彼らは全く新しい楽曲を作らなければいけなくなった。結果として、10月にリリースされたものの、全トラックのうち4曲 (Just A Little, Got To Have Your Love, Being Nobody, Holding On For You) は1stアルバム、2ndアルバムに収録されているものであり、また、シングルとして発売されたばかりであった"Song 4 Lovers"と、そのBサイドに収録されている"Yo DJ"がこのアルバムに収録されていた。この年の10月終わりごろ、BBC主催のチャリティイベント、"Children In Need"招待され、メンバーが集まり、"A Night To Remember"を収録する。2005年11月18日にそのチャリティイベントでパフォーマンスをし、UKチャート6位を記録する。
長い休暇をとった後、ニューシングル、"X"を2006年6月にリリース。プロモーション活動をあまり積極的に行わなかったのでUKチャート47位に終わった。
グループ解散の噂があり、またレーベルと解約したが、メンバー同士は仲が良く、個人で活動しているだけであった。

## 解散
2007年5月21日、彼らの公式ページで解散が発表された。
「リバティ・エックスはレコーディング活動をもうこれ以上行わないことをファンにお伝えします。私たちは、いま離れ離れで行っているプロジェクトに専念し、またそれを楽しんでいます。いまだに私たちは大親友であり、まだ残っているライブ活動は続けていきます。また、いつの日かリバティ・エックスとしてイベントをしようとも思っています。」

## 再結成
2012年10月、イギリスのリアリティ番組、"The Big Reunion"の企画にて再結成すると発表。内容は2週間のリハーサルの後、アリーナツアーを成功させるという内容である。同じようにビー・ウィッチド、5ive、アトミック・キトゥンなどがカムバックを果たしている。

## ソロ活動
解散後メンバーのケヴィン・シムはソロアルバム、"Brand New"を日本のみでリリース。(実質はiTunesでダウンロードが可能。)

## ディスコグラフィ

### アルバム
| 2002 | Thinking It Over | 3  |
| 2003 | Being Somebody   | 12 |
| 2005 | X                | 27 |

### シングル
| 年   | 名前                    | チャート最高位 | チャート最高位 | チャート最高位 | アルバム                            |
| 年   | 名前                    | UK             | オーストラリア | フランス       | アルバム                            |
| ---- | ----------------------- | -------------- | -------------- | -------------- | ----------------------------------- |
| 2001 | "Thinking It Over"      | #5             | #81            | #22            | Thinking It Over                    |
| 2001 | "Doin' It"              | #14            | —              | #36            | Thinking It Over                    |
| 2002 | "Just a Little"         | #1             | #4             | #10            | Thinking It Over                    |
| 2002 | "Got to Have Your Love" | #2             | #75            | #49            | Thinking It Over                    |
| 2002 | "Holding On For You"    | #5             | —              | #109           | Thinking It Over                    |
| 2003 | "Being Nobody"          | #3             | #36            | #67            | Being Somebody                      |
| 2003 | "Jumpin"                | #6             | —              | #56            | Being Somebody                      |
| 2004 | "Everybody Cries"       | #13            | —              | #29            | Being Somebody                      |
| 2004 | "Fresh"                 | —              | #58            | #35            | The Hits Reloaded - Kool & the Gang |
| 2005 | "Song 4 Lovers"         | #5             | —              | #40            | X                                   |
| 2005 | "A Night to Remember"   | #6             | —              | #16            | X                                   |
| 2006 | "X"                     | #47            | —              | #89            | X                                   |